# 43722 Carloseduardo
43722 Carloseduardo è un asteroide della fascia principale. Scoperto nel 1968, presenta un'orbita caratterizzata da un semiasse maggiore pari a 3,1783575 UA e da un'eccentricità di 0,1762822, inclinata di 14,70818° rispetto all'eclittica.